# Конюгация
 Тази статия е за биологичния процес.  За лингвистичния термин вижте спрежение.  
Конюгация е полов процес, при който временно се сливат два индивида (едноклетъчни животни) и обменят части от ядрения апарат (ядрото), което води до изменение на качествата на конюгиращите индивиди. Има три периода:
1. Преконюгационен – ектоплазмата става лепкава.
2. Същински – двата индивида се допират, пеликулата се резорбира в тази част и се формира цитоплазматичен мост. През това време ядрата се променят и започва мейоза на микронуклеусите, след което стените се резорбират и остава един индивид, който участва в конюгацията. Останалият се дели и се формират две пронуклеуса, от които единият остава, а другият мигрира през мостчето, слива се със стационарния и образува синкарион. Процесът на сливане се нарича кориогация.
3. Следконюгационен период – разделят се двата индивида и се нормализира ядреният апарат.

Продължителността на конюгацията е различна: чехълче – 12 часа, род Vorsaria – 56 часа.